# Gustaf Lagercrantz (1849–1925)
Gustaf Wilhelm Lagercrantz, född den 12 april 1849 i Eksjö, död den 14 maj 1925 i Stockholm, var en svensk militär.
Lagercrantz blev underlöjtnant vid Kronobergs regemente 1868, löjtnant där 1875, kapten 1888 och major 1896. Som major blev han den siste chefen för Hallands bataljon 1898. När denna uppgått i Vaxholms grenadjärregemente blev Lagercrantz överstelöjtnant vid Bohusläns regemente 1901. Han blev överste i armén 1904. Efter att sistnämnda år först ha blivit tillförordnad chef för Norra skånska infanteriregementet blev Lagercrantz samma år överste och chef för detta regemente, vilket han förblev till 1906, då han blev överste i 1:a arméfördelningens reservbefäl. Han blev riddare av Svärdsorden 1891.